# Crepidomanes grande
Crepidomanes grande är en hinnbräkenväxtart som först beskrevs av Edwin Bingham Copeland, och fick sitt nu gällande namn av Ebihara och K. Iwats. Crepidomanes grande ingår i släktet Crepidomanes och familjen Hymenophyllaceae. Inga underarter finns listade.